# Gostwica (gromada)
Gostwica – dawna gromada, czyli najmniejsza jednostka podziału terytorialnego Polskiej Rzeczypospolitej Ludowej w latach 1954–1972.
Gromady, z gromadzkimi radami narodowymi (GRN) jako organami władzy najniższego stopnia na wsi, funkcjonowały od reformy reorganizującej administrację wiejską przeprowadzonej jesienią 1954 do momentu ich zniesienia z dniem 1 stycznia 1973, tym samym wypierając organizację gminną w latach 1954–1972.
Gromadę Gostwica z siedzibą GRN w Gostwicy utworzono – jako jedną z 8759 gromad na obszarze Polski – w powiecie nowosądeckim w woj. krakowskim, na mocy uchwały nr 26/IV/54 WRN w Krakowie z dnia 6 października 1954. W skład jednostki weszły obszary dotychczasowych gromad Gostwica, Długołęka-Świerkla i Mokra Wieś ze zniesionej gminy Podegrodzie w tymże powiecie. Dla gromady ustalono 23 członków gromadzkiej rady narodowej.
Gromadę zniesiono 31 grudnia 1961, a jej obszar włączono do gromady Brzezna.